# Güzelköy, Dereli
Güzelköy là một xã thuộc huyện Dereli, tỉnh Giresun, Thổ Nhĩ Kỳ. Dân số thời điểm năm 2011 là 206 người.